# Église Santa Maria della Fede

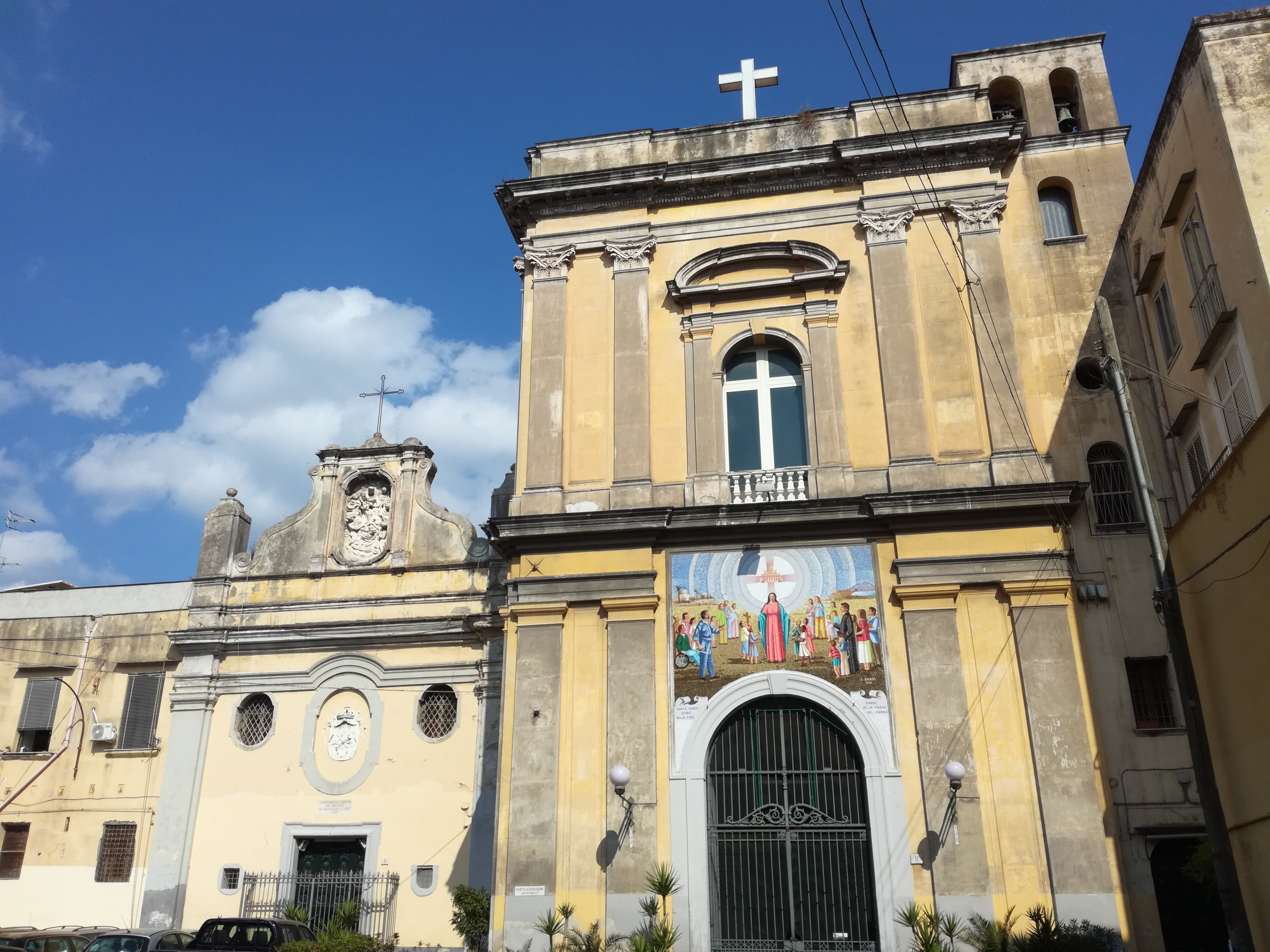
Vue de la façade de l'église.

L'église Santa Maria della Fede (Sainte-Marie-de-la-Foi) est une église de Naples située sur la place qui porte son nom.

## Histoire et description
L'église est bâtie au XVIIe siècle grâce aux donations des habitants du quartier, près du borgo Sant'Antonio Abate. En 1645, l'église est cédée aux augustins réformés de Santa Maria del Colorito di Morano qui la réaménagent et font construire un couvent. Ensuite lorsque les augustins quittent leur couvent des suites de la réforme de Benoît XIV, celui-ci laisse la place à une maison pour femmes seules, selon la volonté de la reine Marie-Amélie.
Plus tard, il abrite un hospice de prostituées.
Le maître-autel date de 1741 et porte les armoiries des La Penta. Un beau tableau de la sacristie datant du début du XVIIe siècle figure La Vierge à l'Enfant avec des saints. Les peintures sur les reliquaires (La Force, La Foi, L'Espérance, La Charité) sont d'Agnese La Corcia, artiste du XVIIIe siècle, dont d'autres toiles sont conservées dans cette église.
À gauche de la façade, s'ouvre la petite église de l'Archiconfrérie des Blancs de Sainte-Marie-de-la-Foi, fondée en 1589 et remaniée au XVIIIe siècle.

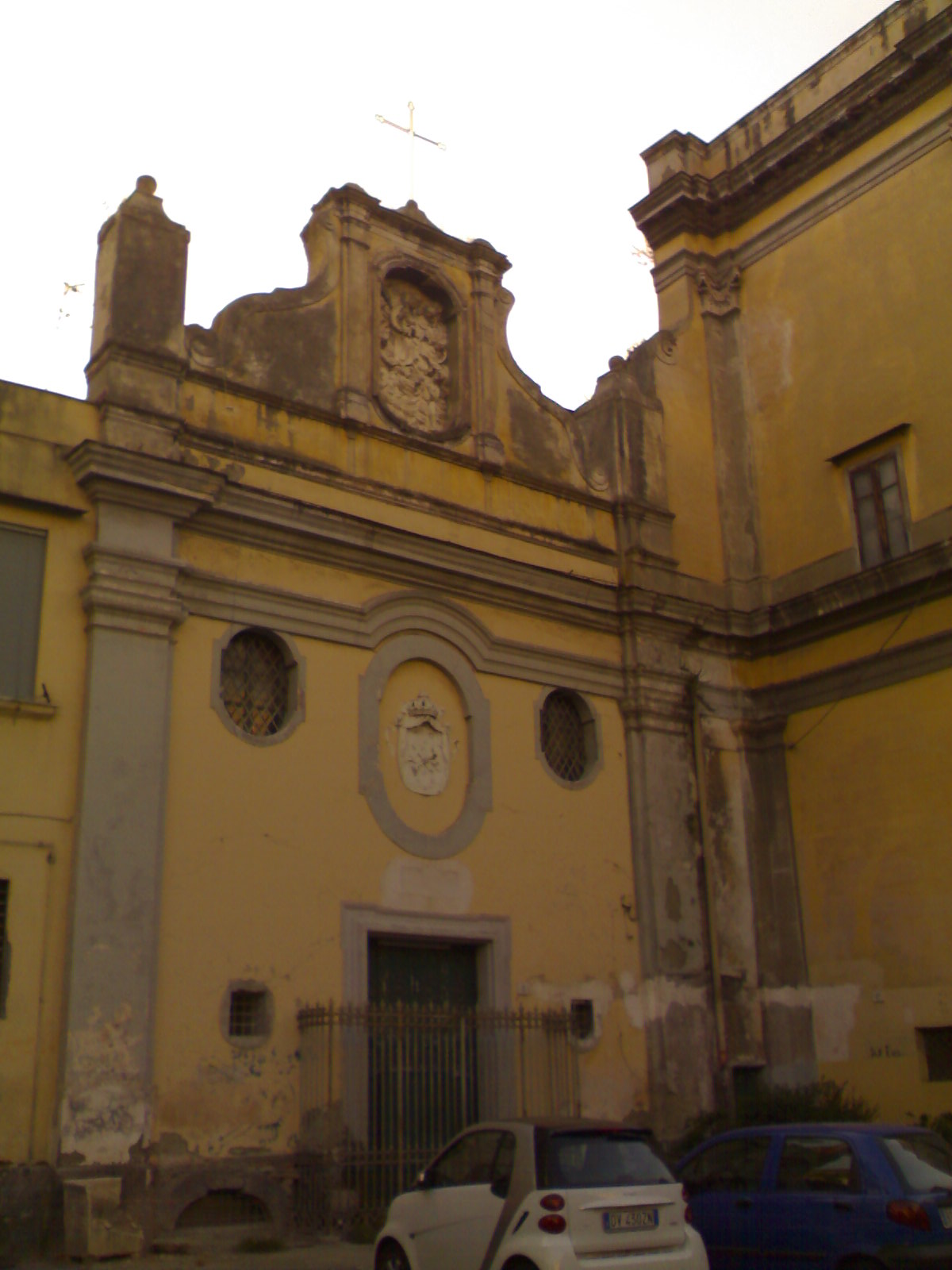
Façade de l'église de l'Archiconfrérie des Blancs de Sainte-Marie-de-la-Foi.

## Cimetière-jardin
À l'intérieur du jardin de l'église et de son ancien couvent, se trouve aujourd'hui le cimetière non-catholique de Sainte-Marie-de-la-Foi (dit aussi cimetière des Anglais), acquis et aménagé en 1826 par le consul de Grande-Bretagne de l'époque, Sir Henry Lushington.  

## Source de la traduction
- (it) Cet article est partiellement ou en totalité issu de l’article de Wikipédia en italien intitulé « Chiesa di Santa Maria della Fede » (voir la liste des auteurs).